# خیابان اگلینتون
خیابان اگلینتون (انگلیسی: Eglinton Avenue) یک شاهراه شریانی شرقی-غربی در تورنتو و میسیساگا در استان انتاریو کانادا است.